# Bring Your Daughter... To the Slaughter
Bring Your Daughter... To the Slaughter è un singolo del gruppo musicale britannico Iron Maiden, il secondo estratto dall'ottavo album in studio No Prayer for the Dying e pubblicato il 24 dicembre 1990.
Si tratta dell'unico singolo pubblicato dal gruppo ad aver raggiunto la vetta della Official Charts Company.

## Descrizione
Il brano è stato originariamente scritto ed eseguito dal cantante Bruce Dickinson per la colonna sonora del film Nightmare 5; Dickinson inserì successivamente la propria versione nella sua raccolta The Best of Bruce Dickinson.
Il bassista Steve Harris, in seguito all'ascolto della versione originaria, convinse Dickinson a registrarla nuovamente insieme agli Iron Maiden per inserirla nella track list di No Prayer for the Dying.

## Pubblicazione
Il disco è stato pubblicato in versione 7" con gli autografi dei membri della band in tiratura limitata a soli 500 esemplari e in versione 12" con la copertina che si trasforma in calendario.
Nella b-side del disco troviamo due cover: il brano I'm a Mover (cover dei Free) e il brano Communication Breakdown (cover dei Led Zeppelin).

## Video
Il video ufficiale del singolo mostra immagini del gruppo mentre lo suona durante un concerto, miste a brevi sequenze del film La città dei morti.

## Tracce
1. Bring Your Daughter... To the Slaughter  (Dickinson)  - 4:45
2. I'm a Mover  (Free)  - 3:29
3. Communication Breakdown  (Led Zeppelin)  - 2:41

## Formazione
- Bruce Dickinson – voce
- Janick Gers – chitarra
- Dave Murray – chitarra
- Steve Harris – basso
- Nicko McBrain – batteria